# Chaperon (Kopfbedeckung)

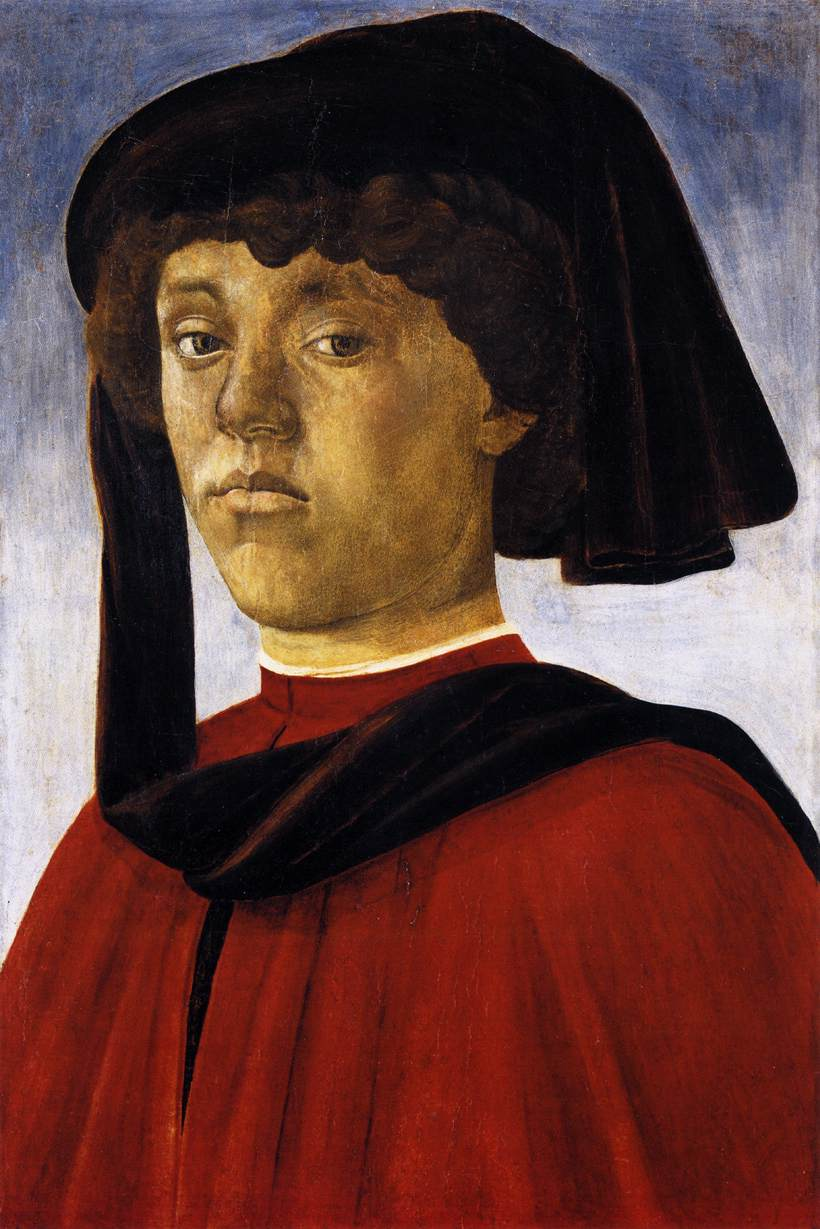
Junger Mann mit Chaperon, Gemälde von Sandro Botticelli

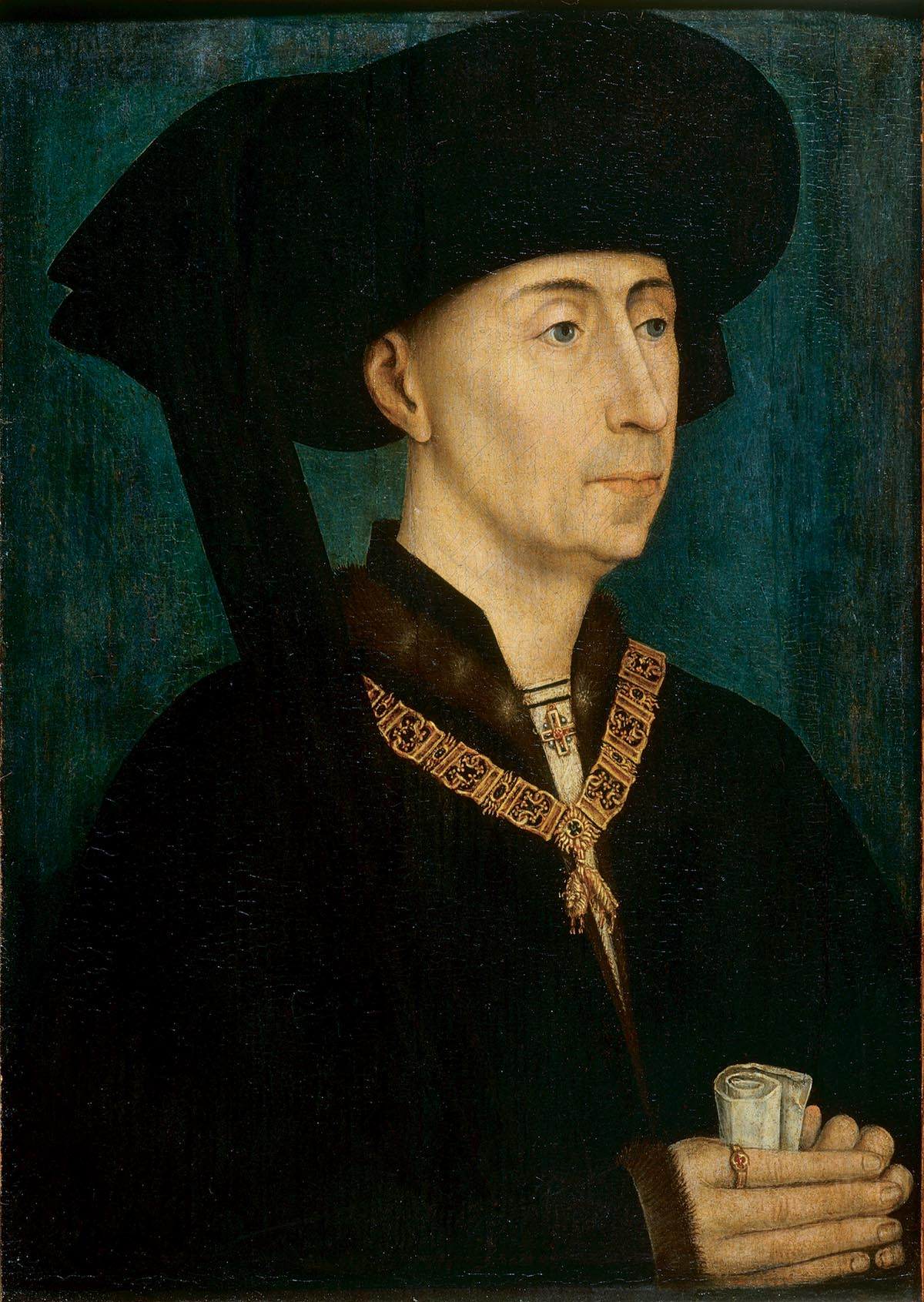
Philipp der Gute mit Chaperon, Gemälde von Rogier van der Weyden

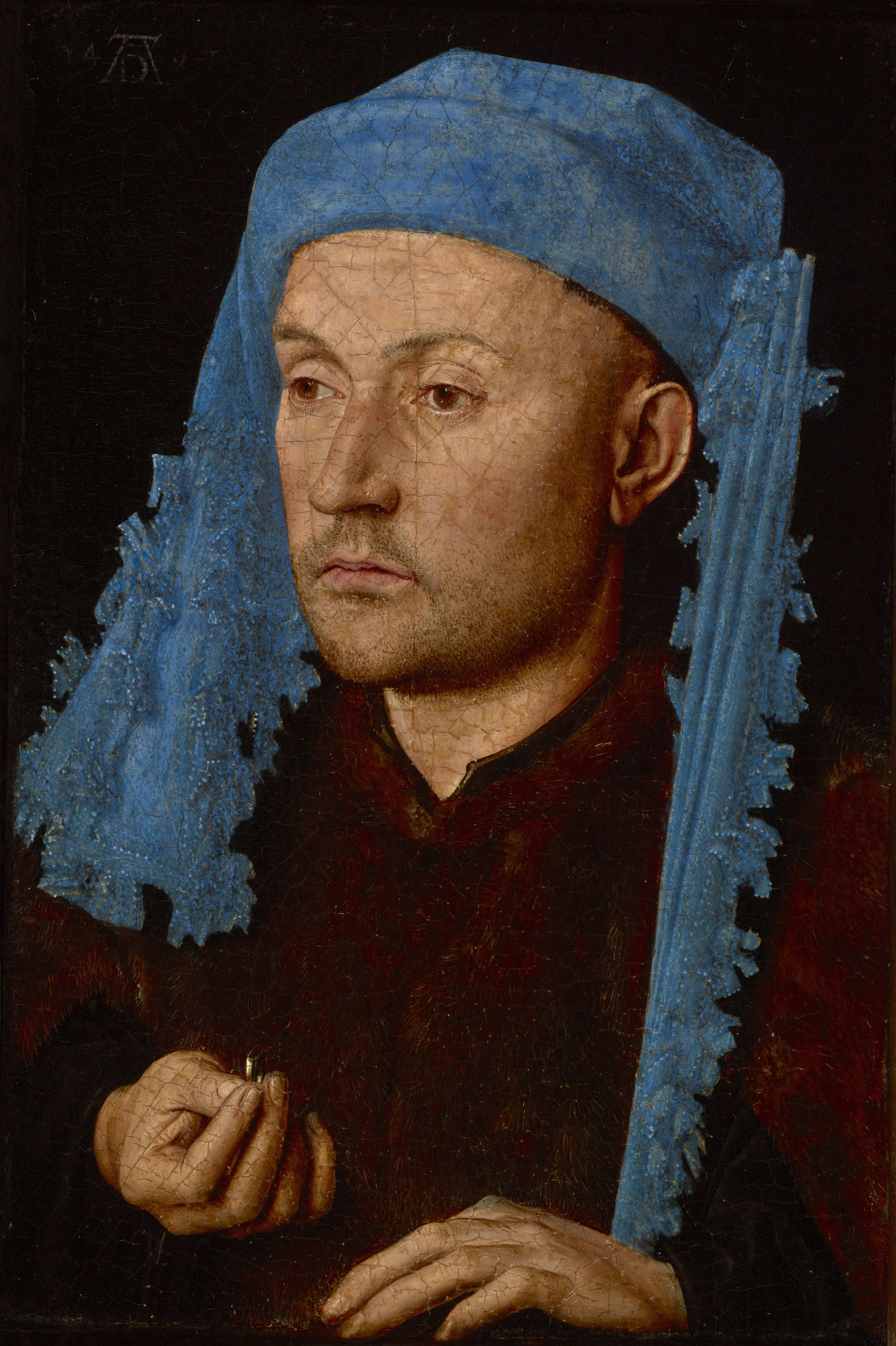
Jan van Eyck: Mann mit blauem Chaperon.

Der Chaperon (aus dem Französischen, [ʃapˈʀɔ̃]) ist eine Kopfbedeckung, die im Mittelalter von Frauen und Männern getragen wurde und aus einer Kapuze mit langer, herabhängender Spitze, der Gugel, hervorging.
Chaperon rouge steht im Französischen für Rotkäppchen.
Auch nannte man im 19. Jahrhundert ältere Personen Chaperons, die jungen Damen als schützende Begleiter mitgegeben wurden.